# Club Colón (San Justo)
El Club Colón, conocido popularmente como Colón de San Justo, es un club social y deportivo ubicado en la ciudad de San Justo, en la provincia de Santa Fe, Argentina. Fue fundado el 1° de mayo de 1912 y juega en la Liga Santafesina de Fútbol, donde posee 17 títulos siendo el tercer equipo con más títulos de la mencionada liga detrás de Unión de Santa Fe (39) y Colón de Santa Fe (19).
Desde su ingreso a la Liga Santafesina de Fútbol ha sido el tercer equipo más ganador de la misma con diecisiete conquitas. Ha participado de la Liga Esperancina de Fútbol en donde obtuvo tres campeonatos, así como también ha participado de la antigua Liga Sanjustina de Foot-Ball en la cual se coronó en siete ocasiones, también obtuvo la Copa Campeón de Campeones en el año 2003, llegando así a tener un amplio palmarés compuesto por veintiocho títulos oficiales. En los viejos Torneos Regionales estuvo a poco de jugar un Nacional. Más recientemente disputó el Torneo Argentino B y el Torneo del Interior. Actualmente es el ganador de la Región Litoral Sur del Torneo Regional Federal Amateur 2023/2024.  
Su clásico rival es Sanjustino, también de la ciudad de San Justo con el que disputa el clásico más importante de la Liga por el nivel de convocatoria de ambos equipos. El clásico es denóminado Clásico del Portón del Norte en el cual se tienen registrados 163 partidos con una notable ventaja de Colón de 13 partidos sobre su eterno rival.
De Colón han salido jugadores como Héctor Stáffora, Tomás Baroni, Carlos Alberto Marinelli, Ángel Fleita, Daniel Homilka, Néstor Scotta, Héctor Scotta, Claudio Enría, Guido Rancez,  Jere Florentín, Franco Godoy. También jugó en el club, y luego se convirtió en el director técnico más exitoso de la institución, Miguel Restelli.También han pasado por sus filas antes de pasar al profesionalismo Rubén "Tito" Ramírez, Claudio Bieler, Pablo Vegetti y Maximiliano Osurak.

## Historia

### El nacimiento de un sueño: Colón F.B.C.
El 1° de mayo de 1912, bajo la sombra protectora de una gran higuera en la localidad santafesina de San Justo, un grupo de estudiantes de la Escuela Normal dio vida a una idea que trascendería generaciones. Lo que comenzó como una simple inquietud juvenil se convirtió en un club destinado a forjar encuentros, amistad y deporte. Inicialmente nombrado "Estudiantes", la denominación fue sometida a debate, hasta que, gracias al apasionado discurso de uno de sus miembros, se impuso el nombre "Colón", como hoy se lo conoce. Según cuenta la historia, Juan Mantovani propuso formalmente el nombre, que fue aprobado por los asambleístas. Se dice que Horacio Francou fue el encargado de defender con fervor esta moción. Cuando un amigo le preguntó por qué lo hizo con tanto entusiasmo, respondió: "Porque soy de Colón, provincia de Entre Ríos". Así, entre dos toques de campana y la complicidad de una higuera, nació Colón F.B.C.

### Primeros pasos y raíces en la comunidad
En sus inicios, los estudiantes organizaban partidos y armaban equipos durante los recreos, aprovechando cada momento para construir el futuro del club. Los encuentros se jugaban en terrenos cedidos por la Escuela Normal, siendo memorable el primer clásico frente a Sanjustino, disputado el 25 de mayo de 1912. Sin embargo, tuvieron que pasar dos décadas para que el club contara con su estadio propio, marcando un hito en su historia. Colón rápidamente se integró a la vida de San Justo. Primero afiliado a la Liga Sanjustina de Fútbol, donde obtuvo siete títulos, luego pasó a la Liga Esperancina, conquistando otros tres campeonatos. Con el tiempo, su influencia trascendió el ámbito deportivo, convirtiéndose en un motor de cambio para la ciudad.

### Crecimiento y transformación
El club no solo creció en lo deportivo, sino que también expandió sus instalaciones y actividades. En 1945, se inauguró el campo de básquet, al que siguieron las canchas de bochas techadas con tribunas, iluminación y comodidades. En 1965, San Justo celebró la apertura de su primer natatorio, gracias al impulso del Dr. Rafael Felipoff y una inolvidable campaña protagonizada por niños que pedían donaciones al grito de: "¡Queremos pileta!".
En 1973, Colón marcó otro avance significativo con la construcción de su Sede Social en pleno centro de San Justo. Este espacio permitió la realización de eventos culturales, sociales y artísticos, posicionando al club como un referente en la comunidad.

### Un legado vivo
La historia de Colón no se limita a sus instalaciones. El club ha sido protagonista de grandes eventos, desde tómbolas y carnavales hasta maratones y espectáculos. Artistas y figuras emblemáticas como Mariano Mores, Carlos Monzón y Diego Armando Maradona han dejado su huella en su legado. El complejo polideportivo, inaugurado en 1977 gracias a la donación de Mercedes Alesso de Bieler, es otro orgullo para el club. Este espacio, con una cancha de fútbol profesional, un palco de 200 metros cuadrados y un parque forestado, ha sido escenario de grandes eventos como el Festival de Doma y Folklore.

### Nacimiento de una tradición: la doma
El 17 de julio de 1977 nació La Doma, un evento que, en sus inicios, llevó el nombre de Primer Concurso Interdepartamental de Doma. En aquella primera edición participaron cuatro tropillas provenientes de San Justo, San Cristóbal y Nelson, y se vendieron 5.750 entradas, marcando un éxito rotundo. Al año siguiente, el concurso amplió su alcance y se transformó en un evento interprovincial, consolidando su relevancia en el ámbito cultural y deportivo.
Desde su creación, la fiesta tuvo lugar en la Estancia Pichuco, propiedad de Edgardo Bieler, quien fue el presidente de Colón de San Justo y el principal impulsor de esta tradición. Su visión y esfuerzo sentaron las bases de lo que con el tiempo se convertiría en un evento icónico.
En 1989, el certamen se trasladó al Polideportivo Mercedes Alesso de Bieler, donde se ha realizado ininterrumpidamente desde entonces.

### Colón y su gente: una relación inseparable
El corazón de Colón es su gente. Los colonistas, con el rojo como insignia, llenan las tribunas, las canchas y los bares, llevando los colores del club con orgullo. Cada hincha, cada deportista y cada dirigente ha contribuido a construir esta institución que representa a San Justo con excelencia. La influencia de Colón en la comunidad se manifiesta también en su papel en la fundación de la Escuela Nacional de Comercio en 1957, un logro impulsado por el presidente del club, Dr. Roberto González, y otros dirigentes. Hoy, más de un siglo después, el espíritu de aquellos jóvenes fundadores sigue vivo. Aunque la higuera de la Escuela Normal ya no existe y los primeros muchachos se han ido, su legado permanece en cada rincón del club y en cada paso de su gente. Colón es más que un club: es un emblema de pasión, sacrificio y unidad para San Justo y sus habitantes.

### Ingreso a la Liga Santafesina
Desde sus inicios, Colón de San Justo participó en competiciones locales y regionales, enfrentándose a equipos de localidades cercanas como Nelson, Laguna Paiva, San Bernardo, Angeloni, etc. Estas competencias estuvieron limitadas, en gran medida, por los costos que implicaban los traslados hacia ciudades más alejadas. Con el paso del tiempo, y a medida que se fundaron más clubes en la región, surgió la Liga Sanjustina, que organizó diversos torneos en la zona. Sin embargo, la desaparición de varios clubes dejó como protagonistas principales a los dos grandes equipos de San Justo: Colón y Sanjustino. Buscando nuevos desafíos y rivales de mayor nivel, ambos clubes comenzaron a enfrentarse a equipos de la ciudad de Santa Fe.
En 1935, ambos clubes solicitaron la afiliación a la Liga Santafesina de Fútbol, pero se les impuso una condición: debían fusionarse en un equipo único, denominado Combinado Sanjustino. Ese año, el combinado finalizó en la séptima posición de la tabla con dos victorias, dos empates y once derrotas, además de alcanzar las semifinales del Torneo Preparación. En 1936, al no estar de acuerdo con la fusión, ambos clubes optaron por disolver el combinado y buscar la inscripción por separado. Sin embargo, solo Sanjustino fue aceptado, con la condición de hacerse cargo de los costos de viaje de los clubes santafesinos.
Colón logró afiliarse a la Liga Santafesina en 1937, pero un cambio en el reglamento a mitad de temporada eliminó a los equipos de las últimas posiciones para agilizar el calendario. Considerando esta decisión como una falta de respeto, los directivos de Colón decidieron desafiliarse de la liga. En 1938, Colón se afilió a la Liga Esperancina de Fútbol y debutó con un título de campeón. Al año siguiente, en 1939, se sumó su clásico rival, Sanjustino. Ambos equipos compitieron en la Liga Esperancina hasta 1954, con excepciones en 1940 y entre 1943 y 1948, cuando participaron nuevamente en la Liga Sanjustina tras ser excluidos temporalmente de los torneos esperancinos.
Durante su participación en la Liga Esperancina, Colón tuvo grandes actuaciones:
- Campeón: 1938,[6] 1951[7] y 1952.[8]
- Subcampeón: 1939, 1948, 1949 y 1950.

Durante el período en que ambos clubes de San Justo fueron excluidos de la Liga Esperancina y regresaron a la Liga Sanjustina, la rivalidad entre ellos se intensificó aún más. Esto se debía principalmente a que, debido a su nivel superior al del resto de los equipos, solían disputarse los torneos entre sí. Este antagonismo alcanzaba su punto máximo cuando ambos llegaban a la final del campeonato empatados en puntos, obligando a disputar un partido de desempate para definir al campeón. Un episodio memorable ocurrió en 1944, cuando ambos equipos finalizaron el campeonato con la misma cantidad de puntos. Para resolver la paridad, se organizó un partido de desempate el 19 de noviembre, que terminó en un empate 1 a 1. Como resultado, se programó un segundo encuentro para el 26 de noviembre. En esa ocasión, los guerreros lograron imponerse sobre los verdes con un marcador de 3 a 0, llevándose el clásico y el título de campeón.
Una situación similar ocurrió en 1947. Ambos clubes terminaron nuevamente igualados al final del certamen, lo que requería un partido definitorio. Sin embargo, 24 horas antes de la final programada para el 9 de noviembre, Sanjustino decidió no presentarse. Alegaron que disputar el encuentro era un despropósito, ya que se consideraban los legítimos ganadores del campeonato. Este reclamo se basaba en que, durante el torneo, la Liga Sanjustina resolvió otorgarle un partido ganado a Colón, lo que le permitió sumar dos puntos adicionales y alcanzar a Sanjustino en la tabla. Los dirigentes de Sanjustino, quienes representaban al equipo del ingreso por la zona oeste de la Ciudad del Portón del Norte, consideraron que la decisión de la Liga era injusta y solicitaron que se revocara. Sin embargo, al mantenerse el fallo, Sanjustino optó por abandonar el torneo. Como consecuencia, Colón fue declarado campeón, en una definición que dejó una fuerte controversia en la historia de la rivalidad entre ambos equipos.
En 1955, Colón volvió a la Liga Santafesina de Fútbol, consolidando su lugar en las competencias regionales tras su única participación previa en el campeonato de 1937.

### Un triunfo memorable
El 17 de abril de 1955 quedó grabado en la historia como uno de los triunfos más contundentes de Colón de San Justo frente a su clásico rival, Sanjustino. En el marco del aniversario del Club Sanjustino, Colón le regaló una goleada histórica en su cancha: 7 a 1. Los goles fueron obra de una destacada actuación de Luis Scotta, quien marcó tres tantos, Héctor Parra, también con tres goles, y Oscar Carrara, quien completó el marcador.
Ese año, ambas instituciones habían acordado disputar dos partidos clásicos de fútbol, coincidiendo con los aniversarios de cada club. El primero de estos encuentros se jugó el 17 de abril, conmemorando un nuevo aniversario de Sanjustino. En un partido memorable, la primera división de Colón dejó su marca con un rendimiento excepcional, que no solo llenó de orgullo a los simpatizantes, sino que también dio origen a una recordada expresión entre los hinchas: "Blanca Nieves y los siete enanitos", un guiño humorístico que resonó durante mucho tiempo en la rivalidad entre ambos clubes.

### El primer campeonato en Liga Santafesina
En su primer campeonato, Colón logró un meritorio quinto puesto, cumpliendo un papel más que aceptable. En el siguiente torneo, el equipo peleaba el campeonato codo a codo, ubicándose en la tercera posición. Sin embargo, debido a problemas administrativos en la Liga Santafesina, se decidió dar por terminado el torneo de forma anticipada cuando aún quedaban varios partidos por jugarse.
En 1958, Colón realizó su mejor campaña, quedando a solo tres puntos del campeón, su homónimo de Santa Fe. Posteriormente, la Liga Santafesina, considerando que el torneo había perdido atractivo, decidió reestructurar su formato. Se pasó del sistema de todos contra todos a dos ruedas, a un esquema de zonas, donde solo el primero de cada zona avanzaba a la final. Este cambio perjudicó a Colón, ya que el nuevo formato no permitía margen de error: perder un par de partidos podía significar quedarse sin chances de clasificar.
Es importante destacar que tanto Colón como Unión participaban en los torneos de AFA, pero no disputaban el campeonato de Reservas de dicha asociación. Por ello, sus suplentes y juveniles competían en la Liga Santafesina. Esto se reflejó especialmente entre 1950 y 1969, cuando ambos equipos dominaron el campeonato: Colón logró siete títulos, mientras que Unión consiguió trece, nueve de ellos de manera consecutiva. Uno de estos títulos de Unión se definió en una final contra Colón. En ese año, el equipo de San Justo tuvo una destacada actuación, logrando llegar por primera vez a una final del campeonato santafesino. Sin embargo, el gran nivel de los jugadores de Unión, muchos de ellos pertenecientes al plantel de Primera de AFA, les permitió imponerse y vencer a Colón.
Debido al bajo rendimiento de los equipos de San Justo, la Liga Santafesina tomó la decisión de excluirlos de sus torneos. Colón, lejos de quedarse de brazos cruzados, apeló esta resolución y logró permanecer algunos años más en la competición santafesina, a diferencia de su clásico rival. Además, se iniciaron nuevas reestructuraciones en el campeonato, regresando al formato tradicional de todos contra todos.
El primer campeonato llegó en 1970, siendo una gesta histórica que significó cortar con una hegemonía de 20 años de títulos repartidos entre Colón y Unión. Hasta ese momento únicamente 4 equipos se habían hecho con el campeonato: los fundadores (Unión de Santa Fe (21 hasta ese momento), Colón de Santa Fe (12) y Gimnasia de Ciudadela (5) y la sorpresa de Sportivo Candiotti en 1941.

### Época dorada
Después del campeonato de 1970, por reestructuración en la Liga Santafesina, Colón tuvo que disputar en 1971 nuevamente la Liga Sanjustina en la cual se coronó campeón tras vencer a su clásico rival Sanjustino, gracias al campeonato clasificó al Torneo Selectivo Provincial Clasificatorio para el Torneo Regional en el cual cayó contra Unión de Santa Fe. En 1972 fue nuevamente reafiliado a la Liga Santafesina, en la cual comenzó su ascenso como el tercer club más exitoso de la Liga, solo superado por Unión y Colón. 
En las temporadas 1972 y 1973 logró su primer bicampeonato, el primero de los títulos lo logro tras arrebatárselo a Unión en las últimas fechas y el de 1973 tras vencer al mismo en una final jugada a tres partidos, seguido por otro título en 1975, marcando una época dorada para el club. Durante esos años, Colón también tuvo destacadas actuaciones en los antiguos Torneos Regionales, llegando incluso a las semifinales del Regional 1974, donde estuvo a solo unos partidos de alcanzar la Primera División del Fútbol Argentino, pero perdió contra Deportivo Mandiyú de Corrientes. En dicho Regional, el conquistador arrancó venciendo a Coronel Aguirre de Rosario (1-1 en San Justo y 1-0 en Rosario), en la siguiente ronda se impuso a Huracán de Goya (1-1 en Goya y 3-1 en San Justo), por sus dos victorias clasificó a la zona de ganadores donde cayó en semifinales contra Atlético Paraná (1-3 en Paraná y 1-1 en San Justo), por esta derrota Colón caía en la zona de perdedores, tenía una chance más ante San Martín de Formosa a quien venció gracias a la regla del gol de visitante (2-5 en Formosa y 4-1 en San Justo), nuevamente llegó a semifinales esta vez contra Deportivo Mandiyú, donde tras empatar 0 a 0 en la ida jugada en San Justo, cayó derrotado 2 a 0 en Corrientes. Quedando de esta forma eliminado a las puertas del Torneo Nacional, a tan solo dos partidos más, en caso de avanzar de fase pudo tener revancha de la eliminación de la zona de ganadores, ya que lo esperaba en la final Atlético Paraná.
En aquellos tiempos, para clasificar al regional, el equipo tenía que ganar el Campeonato anual y luego disputar un clasificatorio contra el ganador del Petit Torneo, un torneo en el que participaban los mejores equipos de la tabla sin contar los partidos del campeón anual, además de Colón y Unión, ambos de Santa Fe, por estar en la AFA. Colón logró clasificar al Regional 1973 tras la reafiliación de Unión a AFA (cayó en primera ronda ante Deportivo Mandiyú), al Regional 1974 al ganar el campeonato anual y vencer en el clasificatorio a Gimnasia de Ciudadela de Santa Fe, y al Regional 1975 al adjudicarse el Petit Torneo de 1974 y como fue el subcampeón del campeonato anual tras perder una final ante Unión y al estar este en AFA, Colón se clasificó automáticamente (perdió ante Sportivo Alvaréz de Rosario en la primera ronda). En 1976 no participó debido a que perdió el clasificatorio contra Nacional de Santa Fe, ganador del Petit Torneo.
El quinto campeonato llegó en 1986, en una final memorable contra Colón de Santa Fe en el Cementerio de los Elefantes. Sin embargo, entre esos años, Colón estuvo cerca de ganar el título en 1982, pero sufrió un trágico accidente en la ruta tras un encuentro, que resultó en la pérdida de los jugadores José Ceballlo, Raúl Demasi y Roberto Szretter en su regreso a Candiotti, su pueblo. Este evento devastador afectó la moral del equipo, que perdió los dos partidos finales.
En 1988, llegó la consagración del sexto campeonato contra Ferro en la cancha de Gimnasia de Ciudadela, con un gol del joven Claudio Enría. Y en 1991, el equipo consiguió el séptimo título tras una destacada actuación en el Juan Carlos Romano, llevándose el trofeo de punta a punta.

### Años duros descenso y rápido retorno
Colón desciende en el año 1995, debido a un par de malas campañas y el sistema de promedios. En 1996 vuelve de manera inmediata tras conseguir el campeonato de la B. En 1997 logra un triunfo histórico e inolvidable en la vuelta de los clásicos por 5 a 1 en la vieja cancha de calle Urquiza. 

### Campeones provinciales
En el año 2002, Colón finaliza con su mayor sequía histórica sin títulos, pasaron 11 años desde el 91 hasta esa final inolvidable en cancha de Gimnasia de Ciudadela que lo tuvo como protagonista principal a Raúl “El Mono” Aquino, que contuvo el último penal de la serie con una mano y le devolvió la alegría al pueblo rojiblanco. Un equipo formado por grandes jugadores y con los inicios de Rubén "Tito" Ramírez en el fútbol. En 2003 además se obtuvo la Copa de Campeones de la Provincia de Santa Fe, que actualmente es la Copa Federación, también ante Gimnasia de Ciudadela. Este logro no fue casualidad, sino el fruto del esfuerzo y sacrificio de un grupo de jugadores que lo dio todo en el campo de juego. Cada pelota disputada, cada partido jugado, estuvo lleno de pasión, entrega y compromiso. El título quedará en el recuerdo como el resultado de tardes y noches llenas de sufrimiento, goce, alegría y momentos inolvidables que uno desearía revivir.
El recorrido hacia la conquista de la Copa de Campeones no fue sencillo, pero eso hizo que el festejo fuera aún más emocionante y significativo para jugadores, cuerpo técnico, dirigentes e hinchas. La campaña comenzó con una pretemporada intensa y bien planificada por el cuerpo técnico.  Los frutos de ese trabajo se vieron reflejados en el debut, donde Colón goleó 4-1 a Carlos Gardel de Calchaquí, marcando un auspicioso inicio. Con el correr de los partidos, el equipo mostró un juego colectivo sólido. Clasificó en la segunda posición detrás del poderoso Ben Hur de Rafaela, a quien, sin embargo, había goleado 4-0 en la primera fase. En los cuartos de final, el destino enfrentó nuevamente a Colón con Ben Hur. En el partido de ida, una derrota de 3-0 como visitante y las expulsiones de Cardozo y Luquez parecían sentenciar la serie. Sin embargo, en la revancha, Colón entregó una de las mejores actuaciones del año. Con temple, garra y un juego brillante, goleó 5-0 a Ben Hur, logrando una remontada épica que lo posicionó como el principal candidato al título. En una lluviosa tarde, Colón enfrentó a Sportivo Ex Alumnos de San Antonio de Obligado. En el partido de ida, se impuso con autoridad por 4-2. La revancha en el norte de la provincia presentó un desafío complejo, pero el equipo mostró carácter y determinación para avanzar a la gran final. La final, postergada debido a inundaciones en la capital provincial, enfrentó a Colón con Gimnasia y Esgrima. En un partido decisivo, el equipo de San Justo demostró por qué era el mejor de la provincia, ganando el campeonato con justicia y autoridad.

### Años de hegemonía
En 2009 llega Miguel Ángel Restelli al Club por iniciativa del por aquel entonces presidente, José Luis Repetto, tras una fallida vuelta en 2008. El Club se encontraba último en el promedio tras las primeras tres fechas pero una remontada imparable que acumuló numerosas victorias consecutivas derivó en la obtención de la 9na estrella para la institución en aquella recordada noche de San Cristóbal en plena convulsión de la “Gripe A”. En el Clausura Colón cae en la final ante Newell´s de Barrio Roma y en el Apertura 2010 ante Unión de Santa Fe, quedando subcampeón de ambos torneos. En el Clausura 2010 y Apertura 2011, Colón consigue su segundo bicampeonato tras coronarse en el Mercedes Alesso de Bieler por primera vez en Liga Santafesina y en La Perla del Oeste respectivamente, un equipo que contó con la presencia de Pablo Vegetti previo a su paso al profesionalismo. El Clausura 2011 significó un nuevo subcampeonato luego de una sanción injustificada de 4 fechas a dicho jugador.

### Campeón del centenario
En el 2012, luego de una transición tras la ida de Miguel Restelli y posterior a un interinato de Eduardo Méndez y Pablo Váldez, Colón se vuelve a consolidar en el Clausura 2012 de la mano de Mauricio Chiementin, logrando el título en “La Tatenguita”, nada más y nada menos que en el mismo año del Centenario del Club.

### Final con La Salle, decimocuarto título en la Liga Santafesina
En 2015 y de la mano de un histórico en la dirección técnica como Mauricio Vegetti, Colón logró un campeonato a puro esfuerzo, con un goleador inesperado tal vez, que fue Fabián Alessio, que tomó la posta tras la ida de Maxi Osurak al profesionalismo al principio de campeonato. Colón llegó a una final contra La Salle en el Rafael Batres y nuevamente fue un arquero el que obtuvo el protagonismo absoluto: Guillermo Scatizza. Tras jugar con uno menos durante 80 minutos, Colón forzó los penales a base de atajadas monumentales del uno rojiblanco. El capitán, Fabián Alessio, depositó toda la confianza en Guille en la charla previa a los penales y nuevamente el uno se volvió a lucir para que el pueblo rojiblanco festeje la estrella número 14.

### Últimos títulos
Tras varios intentos fallidos, incluido el campeonato que llevaba el nombre de Cristian "Zuri" Cardozo, su hermano y símbolo de la "Era Restelli", Hernán Cardozo, logró obtener la estrella número quince para la institución en la Liga Santafesina y la vigésimo sexta en la historia del Club. Lo consiguió con un equipo conformado por destacados jugadores. Este campeonato estuvo lleno de emociones y sentimientos, con un desenlace inesperado a falta de una fecha, donde los jugadores terminaron el partido entre lágrimas, consiguiendo así la segunda estrella liguista en su actual sede: el Estadio Mercedes Alesso de Bieler. Fue el primer título para muchos jóvenes del club que tanto habían anhelado y para los cuales se habían preparado, entre ellos, Joni Hozgan.
Después de competir en varios torneos y quedar cerca del título, conformándose en ocasiones con el subcampeonato, El Conquistador finalmente demostró su absoluta superioridad al adjudicarse el título de campeón en el Clausura 2022. Un año más tarde, volvió a alzarse con el título en una histórica final disputada en el Estadio Brigadier General Estanislao López de Colón de Santa Fe, frente a Juventud Unida de Candioti, con la presencia de más de 5000 fervientes seguidores rojiblancos. 

### Cerca del ascenso al Federal A
Después de asegurarse el campeonato Clausura 2023, el equipo se clasificó para el Torneo Regional Federal Amateur, donde les correspondió competir en la zona Litoral Sur. En esta fase, los equipos fueron divididos en grupos para luego enfrentarse en partidos eliminatorios entre los clasificados de cada grupo. Colón tuvo un destacado desempeño durante el torneo, logrando ganar la zona Litoral Sur al adjudicarse el Grupo 6, el cual compartió con Gimnasia de Vera, Huracán de Villa Ocampo y Libertad Trinidad. Avanzaron a la fase eliminatoria, superando a equipos como Peñarol de Rafaela, Belgrano de Paraná y Juventud Unida de Gualeguaychú, hasta llegar a la final regional, donde vencieron a Ben Hur de Rafaela.
Este triunfo les aseguró un lugar en las finales nacionales, donde se enfrentaron al ganador de la zona Patagónica, Deportivo Rincón de Los Sauces. El partido final se disputó el 11 de febrero de 2024 en el estadio de Estudiantes de Río Cuarto. Sin embargo, el árbitro Luis Martínez generó polémica al dirigir de manera cuestionable, inclinando la cancha en favor del equipo de Rincón de los Sauces. A pesar de que Colón logró anotar en el primer tiempo, el arbitraje de Martínez perjudicó el juego del equipo, cobrando faltas inexistentes y amonestando a los jugadores colonistas. Además, expulsó de manera controversial a un jugador de Colón antes del descanso, tras una supuesta simulación por parte de un jugador de Deportivo Rincón.
En el segundo tiempo, se sumó la polémica cuando el árbitro asistente anuló un gol legítimo de Colón por un fuera de juego inexistente. Las decisiones arbitrales continuaron perjudicando a Colón, anulando cada ataque del equipo con cobros de fuera de juego injustificados. A pesar de que Deportivo Rincón logró empatar, la actuación arbitral siguió siendo objeto de debate.
Finalmente, el partido se definió en la tanda de penales, donde el arquero de Colón, Agustín Chávez, logró detener un penal, pero la decisión arbitral de anularlo por un supuesto adelantamiento desató la controversia. A pesar de la protesta de los jugadores de Colón, el resultado final favoreció a Deportivo Rincón, dejando a Colón despojado del ascenso directo al Torneo Federal A. Por un cambio en el torneo, se agregó un ascenso más entre los perdedores de cada llave, el equipo se enfrentaría en un cuadrangular en busca del quinto ascenso contra Alto Hornos Zapla perdedor del partido entre la región Norte contra la región Centro, pero el Tribunal de Disciplina del Consejo Federal decidió eliminar a club, por los hechos de violencia post partido contra Deportivo Rincón en el cual los jugadores colonistas al sentirse perjudicados agredieron al cuerpo arbitral.

## Instalaciones
El club cuenta con las siguientes instalaciones:
- Polideportivo Mercedes Alesso de Bieler de 20 hectáreas, predio donde se realiza el Certamen Argentino de Doma y Folklore y se juegan los partidos de fútbol, hockey, hípico y otras actividades: ubicado a la vera de la Ruta Nacional Nº 11, en el ingreso sur a la ciudad;[67]
- Estadio cubierto Félix Colombo, cancha de bochas, antigua cancha de fútbol, canchas de tenis, pileta de natación: ubicado en la manzana de Urquiza, Figueredo, Francisco Angeloni e Italia;
- Sede social, gimnasio, y salón de fiestas: ubicada en intercepción de callses Iriondo e Independencia.

## Datos del Club
- Temporadas en 1.ª categoría: 0
- Temporadas en 2.ª categoría: 0 Torneo Regional: 3 1973, 1974, 1975.
  - Mejor puesto en Segunda División:
  - Peor puesto en Segunda División:
- Temporadas en 3.ª categoría: 1 (TDI) 1987/88.
  - Mejor puesto en Tercera División:
  - Peor puesto en Tercera División:
- Temporadas en 4.ª categoría: 5 (AB): 03/04. (TRFA) 2019, 2021/22, 2023/24, 2024/25.
  - Mejor puesto en Cuarta División:
  - Peor puesto en Cuarta División:
- Temporadas en 5.ª categoría: 6 (TDI) 2007, 2010, 2013. (TFC) 2015, 2016, 2018.
  - Mejor puesto en Quinta División:
  - Peor puesto en Quinta División:
- Temporadas en Primera División de la Liga Santafesina de Fútbol: (1937, 1955-1970, 1972-1995, 1997-presente)
- Temporadas en Segunda División de la Liga Santafesina de Fútbol: (1996)
- Temporadas en Primera División de la Liga Esperancina de Fútbol: (1938-1939, 1941-1942, 1948-1955)
- Temporadas en Primera División de la Liga Sanjustina de Fútbol:  (1912-1934, 1936-1937, 1940, 1943-1947, 1971)

En 1989, 2011 y 2012, Colón desistió de participar del Torneo del Interior pese a conseguir la clasificación.

## Palmarés
El Club Colón es uno de los más exitosos y más laureado del fútbol santafesino. El extenso palmarés del primer equipo incluye 17 campeonatos de Liga Santafesina, 7 campeonatos de Liga Sanjustina, 3 campeonatos de Liga Esperancina y 1 torneo provincial.
En el plano nacional fue finalista del Torneo Regional Federal Amateur 2023-24, ostenta el récord de ser el primer equipo de la ciudad de San Justo en jugar un torneo del Consejo Federal de AFA al participar del Torneo Regional en 1973.
| Competiciones locales                      | Títulos | Subcampeonatos |
| ------------------------------------------ | --- | --- |
| Liga Sanjustina de Fútbol (7)              | 1934, 1936, 1937, 1944, 1947, Clasificatorio 1971, 1971. | |
| Liga Esperancina de Fútbol (3)             | 1938, 1951, 1952. | 1939, 1948, 1949, 1950 |
| Liga Santafesina de Fútbol (17)            | 1970, 1972, 1973, Petit 1974, 1975, 1986, 1988, 1991, Oficial 2002, Apertura 2009, Clausura 2010, Apertura 2011, Clausura 2012, Apertura 2015, Apertura 2018, Clausura 2022, Clausura 2023. | 1958, 1967, 1974, 1982, 1987, Clausura 2002, Clausura 2009, Apertura 2010, Clausura 2011, Apertura 2016, Apertura 2019, 2021 |
|                                            | | |
| 2° división Liga Santafesina de Fútbol (1) | 1996 | |

| Competiciones provinciales                            | Títulos | Subcampeonatos |
| ----------------------------------------------------- | ------- | -------------- |
| Copa Campeón de Campeones de la Provincia de Santa Fe | 2003    |                |

| Competiciones nacionales        | Títulos | Subcampeonatos |
| ------------------------------- | ------- | -------------- |
| Torneo Regional Federal Amateur |         | 2023-24        |

## Temporadas
| Torneo Federales            | Torneo Federales | Torneo Federales | Torneo Federales | Torneo Federales | Torneo Federales | Torneo Federales | Torneo Federales | Torneo Federales |
| Año                         | Ronda            | PJ               | PG               | PE               | PP               | GF               | GC               | DG               |
| --------------------------- | ---------------- | ---------------- | ---------------- | ---------------- | ---------------- | ---------------- | ---------------- | ---------------- |
| Regional 1973               | 1.ª Ronda        | 4                | 0                | 1                | 3                | 6                | 14               | -8               |
| Regional 1974               | Semifinal        | 10               | 3                | 3                | 4                | 14               | 15               | -1               |
| Regional 1975               | 1.ª Ronda        | 2                | 0                | 1                | 1                | 1                | 2                | -1               |
| Torneo del Interior 1987-88 | 1.ª Ronda        | 6                | 0                | 2                | 4                | 4                | 10               | -6               |
| Argentino B 2003-04         | 1.ª Ronda        | 6                | 0                | 0                | 6                | 5                | 16               | -11              |
| Torneo del Interior 2007    | 1.ª Ronda        | 6                | 0                | 3                | 3                | 9                | 14               | -5               |
| Torneo del Interior 2010    | 2.ª Ronda        | 10               | 5                | 5                | 0                | 17               | 9                | +8               |
| Torneo del Interior 2013    | 2.ª Ronda        | 8                | 4                | 2                | 2                | 13               | 13               | 0                |
| Federal C 2015              | 1.ª Ronda        | 6                | 0                | 5                | 1                | 7                | 8                | -1               |
| Federal C 2016              | 2.ª Ronda        | 10               | 4                | 4                | 2                | 15               | 8                | +7               |
| Federal C 2018              | 1.ª Ronda        | 4                | 0                | 2                | 2                | 4                | 7                | -3               |
| Regional Amateur 2019       | 2.ª Ronda        | 10               | 4                | 3                | 3                | 10               | 8                | +2               |
| Regional Amateur 2021       | 2.ª Ronda        | 6                | 3                | 1                | 2                | 8                | 5                | +3               |
| Regional Amateur 2023-24    | Finalista        | 15               | 8                | 6                | 1                | 26               | 10               | 16               |
| Regional Amateur 2024-25    | 4.ª Ronda        | 10               | 6                | 3                | 1                | 17               | 9                | 8                |
| Total                       | -                | 113              | 37               | 41               | 35               | 156              | 148              | 8                |

| Liga Santafesina             | Liga Santafesina | Liga Santafesina | Liga Santafesina | Liga Santafesina | Liga Santafesina | Liga Santafesina | Liga Santafesina |
| Año                          | Posición         | PJ               | PG               | PE               | PP               | GF               | GC               |
| ---------------------------- | ---------------- | ---------------- | ---------------- | ---------------- | ---------------- | ---------------- | ---------------- |
| Campeonato 1937 (Retirado)   | 9.°              | 10               | 2                | 3                | 5                | 7                | 30               |
| Campeonato 1955              | 5.°              | 20               | 10               | 3                | 7                | 49               | 36               |
| Campeonato 1956 (Suspendido) | 3.°              | 12               | 6                | 3                | 3                | -                | -                |
| Campeonato 1957              | 7.°              | 22               | 9                | 3                | 10               | 39               | 47               |
| Campeonato 1958              | 2.°              | 22               | 14               | 3                | 5                | 58               | 34               |
| Campeonato 1959              | -.°              | -                | -                | -                | -                | -                | -                |
| Campeonato 1960              | -.°              | -                | -                | -                | -                | -                | -                |
| Campeonato 1961              | -.°              | -                | -                | -                | -                | -                | -                |
| Campeonato 1962              | -.°              | -                | -                | -                | -                | -                | -                |
| Campeonato 1963              | 6.°              | 20               | 7                | 4                | 9                | 47               | 44               |
| Campeonato 1964              | -.°              | -                | -                | -                | -                | -                | -                |
| Campeonato 1965              | 6.°              | 26               | 10               | 10               | 6                | 50               | 45               |
| Campeonato 1966              | -.°              | -                | -                | -                | -                | -                | -                |
| Campeonato 1967              | 2.°              | 20               | 11               | 5                | 4                | 41               | 25               |
| Campeonato 1968              | 4.°              | 16               | 9                | 1                | 6                | 35               | 22               |
| Campeonato 1969              | 3.°              | 20               | 5                | 2                | 3                | 18               | 19               |
| Campeonato 1970              | 1.°              | -                | -                | -                | -                | -                | -                |
| Campeonato 1972              | 1.°              | 28               | 20               | 2                | 6                | 69               | 31               |
| Campeonato 1973              | 1.°              | -                | -                | -                | -                | -                | -                |
| Campeonato 1974              | 2.°              | -                | -                | -                | -                | -                | -                |
| Campeonato 1975              | 1.°              | -                | -                | -                | -                | -                | -                |
| Campeonato 1976              | -.°              | -                | -                | -                | -                | -                | -                |
| Campeonato 1977              | -.°              | -                | -                | -                | -                | -                | -                |
| Campeonato 1978              | -.°              | -                | -                | -                | -                | -                | -                |
| Campeonato 1979              | -.°              | -                | -                | -                | -                | -                | -                |
| Campeonato 1980              | -.°              | -                | -                | -                | -                | -                | -                |
| Campeonato 1981              | -.°              | -                | -                | -                | -                | -                | -                |
| Campeonato 1982              | 2.°              | -                | -                | -                | -                | -                | -                |
| Campeonato 1983              | -.°              | -                | -                | -                | -                | -                | -                |
| Campeonato 1984              | -.°              | -                | -                | -                | -                | -                | -                |
| Campeonato 1985              | -.°              | -                | -                | -                | -                | -                | -                |
| Campeonato 1986              | 1.°              | -                | -                | -                | -                | -                | -                |
| Campeonato 1987              | 2.°              | -                | -                | -                | -                | -                | -                |
| Campeonato 1988              | 1.°              | -                | -                | -                | -                | -                | -                |
| Campeonato 1989              | -.°              | -                | -                | -                | -                | -                | -                |
| Campeonato 1990              | -.°              | -                | -                | -                | -                | -                | -                |
| Campeonato 1991              | 1.°              | 26               | 17               | 8                | 1                | 45               | 14               |
| Campeonato 1992              | -.°              | -                | -                | -                | -                | -                | -                |
| Campeonato 1993              | -.°              | -                | -                | -                | -                | -                | -                |
| Campeonato 1994              | -.°              | -                | -                | -                | -                | -                | -                |
| Campeonato 1995              | -.°              | -                | -                | -                | -                | -                | -                |
| Apertura 1997                | -.°              | 15               | -                | -                | -                | -                | -                |
| Clausura 1997                | -.°              | 15               | -                | -                | -                | -                | -                |
| Apertura 1998                | 7.°              | 15               | 6                | 3                | 6                | 26               | 24               |
| Clausura 1998                | -.°              | 15               | -                | -                | -                | -                | -                |
| Apertura 1999                | 6.°              | 15               | 7                | 3                | 5                | 20               | 17               |
| Clausura 1999                | -.°              | 15               | -                | -                | -                | -                | -                |
| Apertura 2000                | 4.°              | 15               | 6                | 6                | 3                | 24               | 18               |
| Clausura 2000                | 15.°             | 15               | 3                | 1                | 11               | 15               | 28               |
| Apertura 2001                | 12.°             | 15               | 4                | 5                | 6                | 20               | 27               |
| Clausura 2001                | 10.°             | 15               | 4                | 5                | 6                | 30               | 30               |
| Apertura 2002                | Cuartos de final | 7                | 4                | 1                | 2                | 8                | 8                |
| Oficial 2002                 | 1.º              | 16               | 8                | 6                | 2                | 33               | 22               |
| Clausura 2002                | 2.°              | 11               | 5                | 4                | 2                | 24               | 17               |
| Apertura 2003                | 7.°              | 15               | 6                | 6                | 3                | 27               | 21               |
| Clausura 2003                | 7.°              | 15               | 6                | 4                | 5                | 34               | 25               |
| Apertura 2004                | 12.°             | 15               | 3                | 8                | 4                | 20               | 20               |
| Clausura 2004                | 4.°              | 15               | 7                | 3                | 5                | 25               | 19               |
| Apertura 2005                | 3.°              | 15               | 9                | 3                | 3                | 32               | 22               |
| Clausura 2005                | 11.°             | 15               | 5                | 4                | 6                | 20               | 22               |
| Apertura 2006                | 4.°              | 15               | 9                | 2                | 4                | 18               | 15               |
| Clausura 2006                | 12.°             | 15               | 6                | 1                | 8                | 14               | 28               |
| Apertura 2007                | 8.               | 15               | 5                | 4                | 6                | 18               | 20               |
| Clausura 2007                | 14.°             | 15               | 2                | 5                | 8                | 16               | 32               |
| Apertura 2008                | 9.°              | 15               | 4                | 7                | 4                | 20               | 21               |
| Clausura 2008                | 14.°             | 15               | 3                | 6                | 6                | 17               | 25               |
| Apertura 2009                | 1.°              | 15               | 10               | 3                | 2                | 26               | 11               |
| Clausura 2009                | 2.°              | 16               | 8                | 4                | 4                | 31               | 22               |
| Apertura 2010                | 2.°              | 15               | 10               | 2                | 3                | 22               | 9                |
| Clausura 2010                | 1.°              | 15               | 10               | 3                | 3                | 19               | 11               |
| Apertura 2011                | 1.°              | 15               | 11               | 3                | 1                | 33               | 14               |
| Clausura 2011                | 2.°              | 15               | 10               | 2                | 3                | 29               | 10               |
| Apertura 2012                | 14.°             | 17               | 5                | 4                | 8                | 22               | 23               |
| Clausura 2012                | 1.°              | 17               | 12               | 1                | 4                | 33               | 15               |
| Apertura 2013                | 4.°              | 17               | 12               | 2                | 3                | 36               | 12               |
| Clausura 2013                | 14.°             | 17               | 5                | 5                | 7                | 16               | 17               |
| Apertura 2014                | 4.°              | 17               | 10               | 1                | 6                | 36               | 23               |
| Clausura 2014                | 4.°              | 17               | 9                | 4                | 4                | 31               | 21               |
| Apertura 2015                | 1.°              | 17               | 13               | 1                | 3                | 31               | 12               |
| Clausura 2015                | 12.°             | 16               | 4                | 6                | 6                | 18               | 19               |
| Apertura 2016                | 2.°              | 18               | 9                | 7                | 2                | 35               | 19               |
| Clausura 2016                | 13.°             | 18               | 6                | 5                | 7                | 18               | 21               |
| Apertura 2017                | 4.°              | 19               | 9                | 7                | 3                | 30               | 16               |
| Clausura 2017                | 3.°              | 19               | 12               | 5                | 2                | 37               | 15               |
| Apertura 2018                | 1.°              | 19               | 13               | 2                | 4                | 40               | 10               |
| Clausura 2018                | 10.°             | 19               | 5                | 10               | 4                | 27               | 25               |
| Apertura 2019                | 2.°              | 19               | 11               | 4                | 4                | 33               | 20               |
| Clausura 2019                | 5.°              | 19               | 9                | 5                | 9                | 26               | 17               |
| Campeonato 2021              | 2.°              | 19               | 12               | 4                | 3                | 37               | 16               |
| Apertura 2022                | 5.°              | 21               | 12               | 4                | 5                | 47               | 20               |
| Clausura 2022                | 1.°              | 21               | 16               | 2                | 3                | 45               | 14               |
| Apertura 2023                | 9.°              | 20               | 8                | 8                | 4                | 37               | 27               |
| Clausura 2023                | 1.°              | 12               | 6                | 4                | 2                | 20               | 10               |
| Apertura 2024                | 3.°              | 21               | 14               | 5                | 2                | 50               | 19               |
| Clausura 2024                | Semifinal        | 14               | 7                | 4                | 3                | 21               | 12               |

| Liga Esperancina | Liga Esperancina | Liga Esperancina | Liga Esperancina | Liga Esperancina | Liga Esperancina | Liga Esperancina | Liga Esperancina |
| Año              | Posición         | PJ               | PG               | PE               | PP               | GF               | GC               |
| ---------------- | ---------------- | ---------------- | ---------------- | ---------------- | ---------------- | ---------------- | ---------------- |
| Campeonato 1938  | 1.°              | 6                | -                | -                | -                | -                | -                |
| Campeonato 1939  | 2.°              | -                | -                | -                | -                | -                | -                |
| Campeonato 1941  | -.°              | 10               | -                | -                | -                | -                | -                |
| Campeonato 1942  | 7.°              | 12               | 4                | 2                | 6                | 22               | 32               |
| Campeonato 1948  | -.°              | -                | -                | -                | -                | -                | -                |
| Campeonato 1949  | -.°              | -                | -                | -                | -                | -                | -                |
| Campeonato 1950  | -.°              | -                | -                | -                | -                | -                | -                |
| Campeonato 1951  | -.°              | -                | -                | -                | -                | -                | -                |
| Campeonato 1952  | -.°              | -                | -                | -                | -                | -                | -                |
| Campeonato 1953  | -.°              | -                | -                | -                | -                | -                | -                |
| Campeonato 1954  | -.°              | -                | -                | -                | -                | -                | -                |

| Liga Santafesina B | Liga Santafesina B | Liga Santafesina B | Liga Santafesina B | Liga Santafesina B | Liga Santafesina B | Liga Santafesina B | Liga Santafesina B |
| Año                | Posición           | PJ                 | PG                 | PE                 | PP                 | GF                 | GC                 |
| ------------------ | ------------------ | ------------------ | ------------------ | ------------------ | ------------------ | ------------------ | ------------------ |
| Campeonato 1996    | 1.°                | -                  | -                  | -                  | -                  | -                  | -                  |

| Torneo Provincial                | Torneo Provincial | Torneo Provincial | Torneo Provincial | Torneo Provincial | Torneo Provincial | Torneo Provincial | Torneo Provincial | Torneo Provincial                          |
| Año                              | Ronda             | PJ                | PG                | PE                | PP                | GF                | GC                | Goleador                                   |
| -------------------------------- | ----------------- | ----------------- | ----------------- | ----------------- | ----------------- | ----------------- | ----------------- | ------------------------------------------ |
| Torneo Selectivo Provincial 1971 | Semifinal         | 6                 | -                 | -                 | -                 | -                 | -                 |                                            |
| Copa de Campeones 2003           | Campeón           | 10                | 5                 | 2                 | 3                 | 24                | 12                | Mauricio Vegetti: 8                        |
| Copa Santa Fe 2016               | Octavos de final  | 5                 | 2                 | 2                 | 1                 | 6                 | 7                 | Maximiliano Melgratti y Jonathan Hozgan: 2 |
| Copa Santa Fe 2017               | No Clasificó      | -                 | -                 | -                 | -                 | -                 | -                 | -                                          |
| Copa Santa Fe 2018               | No Clasificó      | -                 | -                 | -                 | -                 | -                 | -                 | -                                          |
| Copa Santa Fe 2019               | Primera Ronda     | 2                 | 0                 | 1                 | 1                 | 1                 | 3                 | Emanuel Fassi: 1                           |
| Copa Santa Fe 2022               | Primera Ronda     | 2                 | 0                 | 1                 | 1                 | 0                 | 2                 | -                                          |
| Copa Santa Fe 2023               | Tercera Ronda     | 6                 | 3                 | 2                 | 1                 | 10                | 7                 | Exequiel Gómez: 3                          |
| Copa Santa Fe 2024               | Segunda Ronda     | 4                 | 2                 | 1                 | 1                 | 14                | 4                 | Matías Santini Bello: 4                    |
| Total                            | 1 Campeonato      | 29                | 12                | 9                 | 8                 | 55                | 35                | Mauricio Vegetti: 8                        |

| Otras                                  | Otras          | Otras | Otras | Otras | Otras | Otras | Otras | Otras                                             |
| Año                                    | Ronda          | PJ    | PG    | PE    | PP    | GF    | GC    | Goleador                                          |
| -------------------------------------- | -------------- | ----- | ----- | ----- | ----- | ----- | ----- | ------------------------------------------------- |
| Clasificatorio al Regional 1973        | Clasificado    | 2     | 0     | 1     | 1     | 0     | 3     | -                                                 |
| Clasificatorio al Regional 1974        | Clasificado    | -     | -     | -     | -     | -     | -     | -                                                 |
| Petit Torneo 1974                      | 1.°            | -     | -     | -     | -     | -     | -     | -                                                 |
| Clasificatorio al Regional 1975        | Clasificado    | -     | -     | -     | -     | -     | -     | -                                                 |
| Clasificatorio al Regional 1976        | No clasificado | -     | -     | -     | -     | -     | -     | -                                                 |
| Petit Torneo 1976                      | -.°            | -     | -     | -     | -     | -     | -     | -                                                 |
| Clasificatorio a la Copa Santa Fe 2016 | Clasificado    | 1     | 1     | 0     | 1     | 1     | 1     | Lionel Pionetti: 1                                |
| Clasificatorio a la Copa Santa Fe 2022 | Clasificado    | 3     | 2     | 0     | 1     | 3     | 2     | Leonel Pianetti, Iván Aguirre y Laureano Leiza: 1 |
| Total                                  | -              | 5     | 3     | 0     | 2     | 4     | 3     |                                                   |

#### Trayectoria
| Competición Nacional                         | Ediciones  | PJ  | PG  | PE  | PP  | GF   | GC   | Mejor resultado  |
| -------------------------------------------- | ---------- | --- | --- | --- | --- | ---- | ---- | ---------------- |
| Torneo Regional                              | 1967-1986  | 16  | 3   | 5   | 8   | 21   | 31   | Semifinales      |
| Torneo del Interior                          | 1986-1995  | 6   | 0   | 2   | 4   | 4    | 10   | Primera Ronda    |
| Torneo Argentino B                           | 1995-2014  | 6   | 0   | 0   | 6   | 5    | 16   | Primera Ronda    |
| Torneo Argentino C                           | 2005-2014  | 24  | 9   | 10  | 5   | 39   | 36   | Segunda Ronda    |
| Torneo Federal C                             | 2015-2018  | 20  | 4   | 11  | 5   | 26   | 23   | Segunda Ronda    |
| Torneo Regional Federal                      | 2019-pres. | 41  | 21  | 13  | 7   | 61   | 32   | Subcampeón       |
| Competición Provincial                       | Ediciones  | PJ  | PG  | PE  | PP  | GF   | GC   |                  |
| Copa Provincia de Santa Fe                   | 2016-pres. | 19  | 7   | 7   | 5   | 31   | 23   | Octavos de final |
| Copa de Campeonesde la Provincia de Santa Fe | 2003       | 10  | 5   | 2   | 3   | 24   | 12   | Campeón          |
| Competición Regional                         | Ediciones  | PJ  | PG  | PE  | PP  | GF   | GC   |                  |
| Liga Santafesina (desde el 2000 al presente) | 1937-pres. | 778 | 377 | 198 | 208 | 1301 | 900  | Campeón (17)     |
| Liga Esperancina                             | 1938-1954  | ?   | ?   | ?   | ?   | ?    | ?    | Campeón (3)      |
| Liga Sanjustina                              | 1912-1971  | ?   | ?   | ?   | ?   | ?    | ?    | Campeón (7)      |
| Liga Santafesina B                           | 1996       | ?   | ?   | ?   | ?   | ?    | ?    | Campeón          |
| Liguillas Copa Provincial                    | 2016-2021  | 5   | 3   | 0   | 2   | 4    | 3    | Clasificado      |
| Total                                        |            | 925 | 429 | 248 | 253 | 1516 | 1086 | 29 Títulos       |

* En negrita las competiciones actuales.

## ElClásico del Portón del Norte
El clásico rival de Colón es Sanjustino, club vecino de la misma ciudad de San Justo con el cual disputa el Clásico del Portón del Norte. La rivalidad nace porque son los dos clubes más antiguos de la ciudad y por la popularidad de ambos.
| Rival      | PJ  | PG | PE | PP | DIF | GF  | GC  |
| ---------- | --- | -- | -- | -- | --- | --- | --- |
| Sanjustino | 169 | 70 | 42 | 57 | +13 | 208 | 178 |

## Actividades deportivas
- Fútbol
- Bochas[1]
- Básquet (categoría mayores e inferiores).[69]
- Tenis Inglés
- Tenis Criollo
- Vóley
- Ajedrez
- Patín, con participación en campeonatos nacionales[70]
- Hockey[1]
- Tenis de Mesa
- Futsal[1]
- Hípica[1]
- Natación[71]

## Actividades culturales
El club es organizador de distintas actividades culturales que se realizan en las instalaciones del club, entre las que se destacan:
- Certamen Argentino de Doma y Folclore: desde 1977 es uno de los más importantes y multitudinarios del país[72] reuniendo 30 mil personas cada año.[73] Es organizado por el Club Colón en el complejo polideportivo Mercedes Alesso de Bieler.[72]
- Recitales de artistas de trayectoria como Abel Pintos (en el marco del Festival de Música Popular organizado por el club),[74] Jorge Rojas o El Chaqueño Palavecino.[75]
- Salón de Pintura, Dibujo y Grabado, organizada por la subcomisión de Promoción Cultural.[76]
- Carnavales

## Mutual
Desde 1991 funciona la Asociación Mutual de Ayuda entre Asociados y Adherente del Club Colon de San Justo, que brinda servicios económicos, cobertura sanitaria e internet. En septiembre de 1991 abre en un local inicialmente alquilado en Av. 9 de julio de 2440, inmueble que luego compró el 6 de julio de 1993. En su 20 aniversario, inaugura un nuevo edificio de varias plantas.